# Bostrychopsebium transvaalense
Bostrychopsebium transvaalense là một loài bọ cánh cứng trong họ Cerambycidae.